# Jérôme Ferrari
Jérôme Ferrari, född 1968 i Paris, är en fransk författare och lärare i filosofi.
Ferrari föddes i Paris men har sina rötter i Sartène på Korsika. När han var 20 år gammal blev han intresserad av korsikansk nationalism och engagerade sig i öns strävan efter självständighet från Frankrike. Han ser Korsika som sin "naturliga skönlitterära miljö". Han är lärare i filosofi vid Franska skolan i Abu Dhabi. För sin roman Le Sermon sur la chute de Rome tilldelades han Goncourtpriset för 2012.